# 9430 Erichthonios
9430 Erichthonios è un asteroide troiano di Giove del campo troiano. Scoperto nel 1996, presenta un'orbita caratterizzata da un semiasse maggiore pari a 5,2621822 au e da un'eccentricità di 0,0546175, inclinata di 1,00305° rispetto all'eclittica.
L'asteroide è dedicato a Erittonio, antenato della stirpe reale di Troia.